# 二合镇
二合镇，是中华人民共和国贵州省遵义市仁怀市一个已撤销的乡级行政区，2015年12月8日，贵州省人民政府批复同意仁怀市部分乡镇行政区划调整，撤销二合镇，将其所辖行政区域划归茅台镇。